# Aşağı Güzdək
Aşağı Güzdək (również Ashagy Gyuzdek i Verkhniy Guzdak) to miasto i gmina w Rejonie Abşeron we wschodnim Azerbejdżanie.